# Dovecot
Dovecot — свободный IMAP и POP3-сервер. Первый релиз состоялся в 2002 году.

## Особенности сервера
- Поддержка форматов почтовых ящиков mbox и Maildir, а также собственные форматы dbox и Cydir
- Высокое быстродействие благодаря индексации содержимого ящиков
- Большое количество поддерживаемых механизмов хранения аутентификационной информации (включая LDAP) и самой аутентификации (поддерживается SSL).
- Собственная реализация SASL. Postfix 2.3+ и Exim 4.64+ могут аутентифицироваться напрямую через Dovecot.
- Полная поддержка IMAP ACL для гибкой настройки прав пользователей
- Поддержка общих ящиков и папок (shared mailboxes and folders)
- Расширяемость при помощи плагинов
- Собственный MDA с поддержкой Sieve
- Строгое следование стандартам — Dovecot один из немногих кто проходит тест на соответствие всем стандартам IMAP[5]
- Возможность модификации индексов с нескольких компьютеров — что позволяет ему работать с NFS и кластерными файловыми системами
- Поддерживает различные виды квот
- Поддержка различных ОС: Linux, Solaris, FreeBSD, OpenBSD, NetBSD и Mac OS X
- Простота настройки.

## Безопасность
В архитектуре Dovecot внимание уделяется безопасности.
Автор предлагает €1000 первому, кто обнаружит удалённую уязвимость в Dovecot, которую можно эксплуатировать.
За 3 года не было найдено ни одной проблемы, которую можно считать удалённой уязвимостью.